# Семён Юрьевич Олелькович-Слуцкий
Семён Юрьевич Олелькович-Слуцкий (также Иван (Ян) Семён Юрьевич; ум. 9 марта 1592) — государственный деятель Великого княжества Литовского, удельный князь слуцкий (1578—1592). Потомок великого князя литовского Гедимина в IX колене и родственник польской королевской династии Ягеллонов.

## Биография
Представитель литовского княжеского рода Олельковичей герба «Погоня». Третий сын князя Юрия Юрьевича Слуцкого (1531—1578) от брака с Катериной Тенчинской (ок. 1544—1592). Старшие братья — князья Юрий (1559—1586) и Александр (ум. 1591).
Ян Семён Слуцкий вместе с братьями Юрием и Александром путешествовал по Западной Европе, где учился в университетах. Посетил Болонью и Рим, отказался от православия и перешел в католическую веру.
В 1582 году при разделе отцовского наследства с братьями Ян Семён Юрьевич Олелькович получил во владение треть Слуцкого княжества, а именно Новогрудок с Новым замком и часть окрестных населенных пунктов (Копыль, Лишков и др.). Продал своё имение Говезно Николаю Радзивиллу Сиротке.
В марте 1592 года князь Ян Семён Олелькович скончался бездетным, после чего все Слуцкое княжество перешло во владение его племянницы Софии Юрьевны (1585—1612).

## Семья
В 1586 году женился на Софии Мелецкой (1566/1567 — 1619), дочери воеводы подольского и гетмана великого коронного Николая Мелецкого (ок. 1540—1585) и Елизаветы Николаевны Радзивилл (1550—1591), от брака с которой не имел детей.
Последний мужской представитель княжеского рода Олельковичей.